# What's Your Sign?
What's Your Sign? è un singolo della cantante Des'ree, il secondo estratto dall'album del 1998 Supernatural. Dopo il botto del primo singolo, la canzone ebbe comunque dei discreti passaggi radiofonici, aiutati dal videoclip girato non senza difficoltà nella terra degli avi della cantante.

## Il video
Il videoclip per What's your sing? vede Des'ree al porto di una città cubana. Il video mostra la vita di questa città e vuole mostrare la differenza delle persone secondo la loro personalità e pure far conoscere le bellezze di Cuba.

## Tracce
1. What's Your Sign? (Radio Edit) – 3:56
2. What's Your Sign? (Saturn Return Mix) – 7:56
3. You Gotta Be – 4:06

## Classifiche
| Classifica (1998) | Posizione massima |
| ----------------- | ----------------- |
| Austria           | 31                |
| Belgio (Fiandre)  | 55                |
| Francia           | 37                |
| Germania          | 65                |
| Nuova Zelanda     | 41                |
| Paesi Bassi       | 70                |
| Regno Unito       | 19                |
| Spagna            | 1                 |
| Svizzera          | 43                |